# Dipartimento di Borkou Yala
Il dipartimento di Borkou Yala è un dipartimento del Ciad facente parte della provincia di Borkou. Il capoluogo è Kirdimi.

## Comuni
Il dipartimento comprende i seguenti comuni:
- Kirdimi
- Yarda